# Loxodocus opacus
Loxodocus opacus är en stekelart som beskrevs av Henry Keith Townes, Jr. 1978. Loxodocus opacus ingår i släktet Loxodocus och familjen brokparasitsteklar. Inga underarter finns listade i Catalogue of Life.